# ستيفن واتسون
ستيفن واتسون (بالإنجليزية: Stephen Watson)‏ (4 أبريل 1973 بليفربول في المملكة المتحدة - ) هو لاعب كرة قدم بريطاني في مركز الوسط. لعب مع نادي بارتيك ثيسل ونادي رينجرز ونادي سانت ميرين ونادي فالكيرك وYee Hope FC ‏.